# Hayır Bey
Hayır Bey (a veces escrito Kha'ir Bey o Kha'ir Beg; murió en 1522) gobernó Egipto en nombre del Imperio Otomano desde 1517 hasta su muerte en 1522. El cargo de Gobernador le fue concedido por el sultán Selim I por su ayuda en la conquista de Egipto.
Siendo de origen abjasio, fue el exgobernador mameluco de Alepo que contribuyó a la victoria otomana en la batalla de Marj Dabiq. Después de la conquista otomana y el final del sultanato mameluco, el gran visir Yunus Pasha fue nombrado gobernador de Egipto. Sin embargo, después de que el sultán otomano Selim descubriera la corrupción de Yunus Pasha en el gobierno, a Hayır Bey se le encomendó la gobernación de Egipto.